# Coppa del Mondo di combinata nordica 1995
La Coppa del Mondo di combinata nordica 1995, dodicesima edizione della manifestazione organizzata dalla Federazione Internazionale Sci, ebbe inizio il 29 novembre 1994 a Steamboat Springs, negli Stati Uniti, e si concluse il 23 marzo 1995 a Sapporo, in Giappone.
Furono disputate 10 gare in altrettante località, tutte individuali Gundersen: 4 su trampolino normale, 6 su trampolino lungo. Nel corso della stagione si tennero a Thunder Bay i Campionati mondiali di sci nordico 1995, non validi ai fini della Coppa, il cui calendario contemplò dunque un'interruzione tra febbraio e marzo.
Il giapponese Kenji Ogiwara si aggiudicò la coppa di cristallo, il trofeo assegnato al vincitore della classifica generale. Non vennero stilate classifiche di specialità; Ogiwara era il detentore uscente del trofeo.

## Risultati
| Data             | Località          | Nazione     | Trampolino            | Spec.       | Primo               | Secondo             | Terzo               |
| ---------------- | ----------------- | ----------- | --------------------- | ----------- | ------------------- | ------------------- | ------------------- |
| 29 novembre 1994 | Steamboat Springs | Stati Uniti | Howelsen K114         | IN LH/15 km | Knut Tore Apeland   | Bjarte Engen Vik    | Fred Børre Lundberg |
| 10 dicembre 1994 | Štrbské Pleso     | Slovacchia  | MS 1970 K88           | IN NH/15 km | Fred Børre Lundberg | Kenji Ogiwara       | Bjarte Engen Vik    |
| 7 gennaio 1995   | Schonach          | Germania    | Langenwaldschanze K90 | IN NH/15 km | Fred Børre Lundberg | Kenji Ogiwara       | Bjarte Engen Vik    |
| 10 gennaio 1995  | Val di Fiemme     | Italia      | Giuseppe Dal Ben K120 | IN LH/15 km | Kenji Ogiwara       | Fred Børre Lundberg | Knut Tore Apeland   |
| 14 gennaio 1995  | Liberec           | Rep. Ceca   | Ještěd K120           | IN LH/15 km | Kenji Ogiwara       | Tsugiharu Ogiwara   | Bjarte Engen Vik    |
| 28 gennaio 1995  | Vuokatti          | Finlandia   | Hyppyrimäki K90       | IN NH/15 km | Knut Tore Apeland   | Halldor Skard       | Kenji Ogiwara       |
| 3 febbraio 1995  | Falun             | Svezia      | Lugnet K115           | IN LH/15 km | Kenji Ogiwara       | Takanori Kōno       | Mario Stecher       |
| 9 febbraio 1995  | Oslo              | Norvegia    | Holmenkollen K110     | IN LH/15 km | Kenji Ogiwara       | Tsugiharu Ogiwara   | Bjarte Engen Vik    |
| 18 febbraio 1995 | Bad Goisern       | Austria     | Kalmberg K90          | IN NH/15 km | Kenji Ogiwara       | Knut Tore Apeland   | Trond Einar Elden   |
| 25 marzo 1995    | Sapporo           | Giappone    | Ōkurayama K115        | IN LH/15 km | Kenji Ogiwara       | Knut Tore Apeland   | Bjarte Engen Vik    |

Legenda:

IN = individuale Gundersen

NH = trampolino normale

LH = trampolino lungo

## Classifiche

### Generale
| Pos. | Nome                | Nazione  | Punti |
| ---- | ------------------- | -------- | ----- |
| 1    | Kenji Ogiwara       | Giappone | 1285  |
| 2    | Bjarte Engen Vik    | Norvegia | 911   |
| 3    | Knut Tore Apeland   | Norvegia | 898   |
| 4    | Tsugiharu Ogiwara   | Giappone | 825   |
| 5    | Takanori Kōno       | Giappone | 710   |
| 6    | Fred Børre Lundberg | Norvegia | 691   |
| 7    | Trond Einar Elden   | Norvegia | 642   |
| 8    | Halldor Skard       | Norvegia | 590   |
| 9    | Mario Stecher       | Austria  | 550   |
| 10   | Masashi Abe         | Giappone | 516   |

### Nazioni
| Pos. | Nazione     | Punti |
| ---- | ----------- | ----- |
| 1    | Norvegia    | 4859  |
| 2    | Giappone    | 3754  |
| 3    | Austria     | 1496  |
| 4    | Germania    | 1198  |
| 5    | Stati Uniti | 1074  |